# ناویکو
ناویکو (انگلیسی: Navico) شرکت الکترونیک نروژی است، که در سال ۲۰۰۶ تأسیس شد.